# Mały farmer
Mały farmer (Farmer Boy, 1933) – powieść Laury Ingalls Wilder, z elementami biograficznymi. Stanowi drugi tom cyklu Domek, choć w Polsce wydana została jako piąta (czwarta przez Agencję Kris). Opisuje jeden rok z dzieciństwa przyszłego męża Laury - Almanza. 
Akcja utworu rozgrywa się w latach 1866–67 w pobliżu miast Malone i Burke w stanie Nowy Jork. Almanzo ma dziewięć lat. Ciężko pracuje na farmie, pomagając rodzicom, chodzi też do szkoły i marzy o własnym koniu. Oprócz Almanza, czytelnik poznaje też jego rodziców - Jamesa i Angelinę - oraz rodzeństwo - Royala, Elizę Jane i Alice.

## Strony zewnętrzne
- Mały farmer w portalu Open Library